# Шамир, Ади
Ади Шамир (ивр. עדי שמיר‎, 6 июля 1952 года, Тель-Авив, Израиль) — известный израильский криптоаналитик, учёный в области теории вычислительных систем, профессор информатики и прикладной математики в институте Вейцмана, лауреат премии Тьюринга. Член НАН Израиля (1998), иностранный член НАН США (2005), Французской академии наук (2015), Лондонского королевского общества (2018) и Американского философского общества (2019).

## Введение
Ещё в 1977 году совместно с Рональдом Ривестом и Леонардом Адлеманом он разработал знаменитую криптосхему с открытым ключом RSA. В 80-е годы им были написаны ещё несколько аналитических работ, а также криптографических протоколов и криптосхем. В начале 90-х Шамир с Эли Бихамом разрабатывают основу современных методов исследования и вскрытия блочных шифров — дифференциальный криптоанализ. Сам он пишет на своем сайте так: «в течение последних нескольких лет я создал (при содействии моих студентов и коллег) новые реальные криптографические парадигмы, такие как:
- радио- и телевещательное кодирование (broadcast encryption), ring signatures и T-функции;
- новые криптоаналитические атаки против блочных шифров, потоковых шифров и ряд теоретических схем;
- и новые защитные методы от атак по сторонним каналам (side channel attacks), таких как атака по энергопотреблению (power analysis).»[4]

В 2007 году, по сообщениям rnd.cnews.ru, Ади Шамир заявил, что для современных криптосистем серьёзная угроза таится в виде роста числа невыявленных ошибок, вызванных постоянным усложнением микропроцессоров. «Если спецслужбы обнаружат или скрытно внедрят в популярный микропроцессор алгоритм неправильного вычисления произведения только лишь одной пары чисел A и B (хотя бы в бите номер 0, то есть наименее значимом бите), то любой ключ в любой RSA-программе на любом из миллионов ПК с этим чипом может быть взломан с помощью единственного сообщения», — пишет Ади Шамир. Взлом может быть применен к любой системе, где задействованы открытые ключи, причем сейчас это не только ПК, но и телефоны и другие устройства.
Стоял у истоков NDS Group и долгие годы работал консультантом этой фирмы.

## Биография
Шамир получил степень бакалавра от Тель-Авивского университета в 1973 году, поступил в институт Вейцмана, где получил степени магистра (1975) и доктора философии по информатике (1977). Его диссертация носила заголовок «The fixedpoints of recursive definitions». Затем проработал год в качестве постдокторанта в университете Уорик (Великобритания), после чего занимался исследованиями в МТИ до 1980 года. После этого Шамир вернулся в институт Вейцмана, где и работает по сей день. С 2006 года также является приглашённым профессором в Высшей нормальной школе (Париж).
В 1979 году Ади Шамиром была разработана схема разделения секрета, математический метод для разбиения некого «секрета» на несколько «участников» для последующей реконструкции. В 1986 году он участвовал в разработке протокола аутентификации, названного впоследствии протоколом Фейга-Фиата-Шамира. Вместе со своим учеником Эли Бихамом (ивр. אלי ביהם‎) Шамир разработал дифференциальный криптоанализ, метод атаки на блочные шифры.

## Метод дифференциального анализа
В 1990 году была опубликована работа Эли Бихама и Ади Шамира «Дифференциальный Криптоанализ DES-подобных Криптосистем». Это был новый метод атаки, применимый к шифрам замены/перестановки блочных симметричных криптосистем, подобных широко тогда распространенной DES (позже окажется, что эта же техника уже была известна корпорации IBM и Агентству национальной безопасности (NSA/CCS) США, но удержана в секрете, что подтверждает Брюс Шнайер в своей книге «Прикладная криптография»; Дон Копперсмит утверждает, что этот метод был известен команде разработчиков DES, но был засекречен; идея, близкая к методу дифференциального анализа, была опубликована С. Мёрфи ранее Э. Бихама и А. Шамира). Дифференциальный криптоанализ может взломать вплоть до 15-раундовый DES менее, чем за 256 шагов и, как сообщили авторы, показывает ключевую роль правил проектирования. Метод основан на атаках с выбором открытого текста, когда исследуются вероятности дифференциалов — сумм по модулю 2 пар шифротекстов, образованных от специальных открытых сообщений. Вслед за первой публикацией в 1991 году выходят статьи «Differential Cryptanalysis of Snefru, Khafre, REDOC-II, LOKI and Lucifer» и «Differential Cryptanalysis of Feal and N-Hash», где метод распространяется на хеш-функции Snefru и N-Hash и блочные шифры Khafre, REDOC-II, LOKI, Lucifer и FEAL.
В 1998 году Ади Шамир, Эли Бихам и Алекс Бирюков дали название методике Криптоанализа невозможных дифференциалов, впервые описанной Ларсом Кнудсеном. Также они выпустили книгу «Атаки вида потеря в середине», разработав основанный на методе невозможных дифференциалов криптоанализ систем с сокращенным количеством раундов (например 31-м вместо 32-х). Вследствие этого и можно построить невозможный дифференциал от 2 сообщений, противоречащих друг другу в единственном бите в середине пути шифрования. Этим способом был вскрыт IDEA с 4 и 5 раундами, хотя сложность анализа составила 2112 операций, и другие шифры — Skipjack, Khufu и Khafre.
В 1996 году Шамир и Бихам огласили «метод дифференциальных искажений» («Differential Fault Analysis» или DFA). Новая атака с одной стороны воплотила в себе известные к тому времени идеи, применявшие искажение вычислений для вскрытия систем с открытым ключом, с другой стороны, эти методы явились развитием метода дифференциального анализа. Суть состоит в том, что при искажении вычислений в процессе эксплуатации реальное шифрующее устройство выдаст другие данные, сравнение которых с неискаженными может облегчить восстановление секретных параметров устройства.

## Другие работы
В 1982 году Ади Шамир раскрыл ранцевую криптосистему Меркля-Хеллмана, базирующуюся на асимметричном шифровании с лазейкой.
В декабре 1999 года Шамир и Алекс Бирюков описывают в своей статье нетривиальный и эффективный способ взлома алгоритма A5/1, публикуя «Real Time Cryptanalysis of the Alleged A5/1 on a PC». Как говорит Шамир, это была сложная идея, осуществляющая применение нескольких небольших преимуществ для общего выигрыша. Здесь он обращается к слабостям в структуре регистров сдвига (хотя каждый компонент защиты коммуникаций GSM ослаблен компрометацией разведслужб).
В методе Шамира и Бирюкова есть 2 вида проверенных практически атак (вначале проводится несложная подготовка данных): первой необходим выход алгоритма в течение первых 2 минут разговора, и ключ вычисляется за примерно 1 секунду; второй, наоборот, необходима пара секунд разговора, а ключ вычисляется за несколько минут на обычном ПК.
На 28-й Международной конференции Crypto-2008 Ади Шамир продемонстрировал «кубические» атаки (cube attack), вскрывающие потоковые шифры. Этот новый вид атак полагается на представление функции потокового шифрования в виде «полиномиальных уравнений невысоких степеней». Как считает Брюс Шнайер (Bruce Schneier), «кубическая» атака может быть успешно применена к генераторам псевдо-случайных чисел, используемым в телефонах сетей системы GSM и устройствах Bluetooth. Уязвимы также сотовые телефоны и устройства RFID, использующие потоковые шифры. Ранее на конференции RSA в городе Сан-Хосе Шамир показал несостоятельность RFID-чипов, предлагавшихся для электронных паспортов, и по такой причине: используя направленную антенну и цифровой осциллограф, он обнаружил характерную картину показаний потребления электроэнергии чипами для правильных и неправильных битов пароля.

## Награды
- 1983 — Премия Эрдёша[13]
- 1986 — IEEE W.R.G. Baker Award[англ.][14]
- 1987 — Премия Вейцмана за исследования в области точных наук
- 1990 — UAP Scientific Prize
- 1992 — Золотая медаль Пия XI[1]
- 1994 — Ротшильдовская премия
- 1996 — Премия Канеллакиса[15]
- 2000 — IEEE Премия в области компьютеров и коммуникаций имени Кодзи Кобаяси[16]
- 2002 — Премия Тьюринга, «за уникальный вклад по увеличению практической пользы систем шифрования с открытым ключом»[17]
- 2008 — Государственная премия Израиля
- 2008 — Премия Окава
- 2009 — C&C Prize
- 2012 — Гранд-медаль Французской академии наук
- 2017 — Премия Японии
- 2017 — BBVA Foundation Frontiers of Knowledge Award